# ホラーサーンコムギ

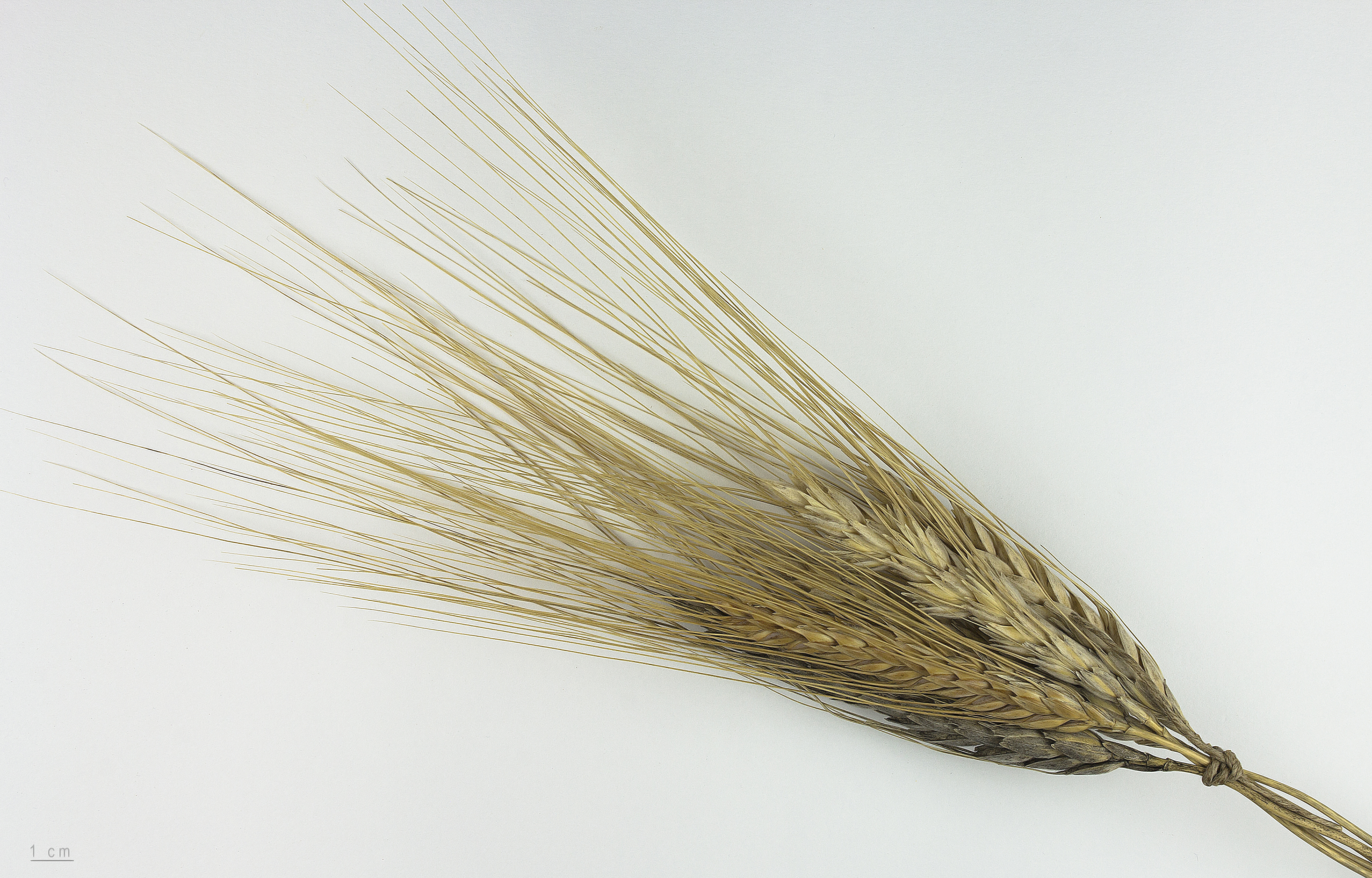
コムギ属 turgidum subsp.トラニカム- MNHT標本

ホラーサーンコムギ（Triticum turgidum ssp. turanicum または T. turanicum とも) は、小麦種の4倍体で穀物市場では Kamut （→カムート）（二粒小麦）という商標で流通する 。古代穀物のひとつ。名前の由来である歴史的な地名ホラーサーンとは現代のアフガニスタンとイラン北東部から中央アジアの一部にわたる地帯を指す。現代のコムギと比べると粒の大きさは2倍で、ナッツのような濃厚な風味がある 。あるいはまた俗に〔オリエントの小麦〕とも。
植物の同定は確立していない。コムギ属の仲間 Turgidum subsp. turanicum（別称T. turanicum）、ときにはポーランドコムギ T. polonicum と誤って同定する記述を目にすることがある。共通点は両方とも長粒で、相違点はこの種の特徴である長い殻の有無である。最近のDNA 指紋法による遺伝的証拠から、この品種はおそらくデュラムコムギ T. durum とポーランド種との自然交配に由来すると示され、過去に分類を果たせなかった困難さの説明がつく。

## 生命体
一年生自家受精イネ科植物として穀物を得るため栽培され、姿はパンコムギと非常によく似るものの、穀は現代の小麦粒の2倍と大きく千粒重は最大60g。現代の小麦よりもタンパク質の種類が多く、脂質やアミノ酸、ビタミンやミネラルの含有率が高い。粒は琥珀色でガラス質が多い。

## 歴史
この品種の正確な起源は不明で、1921年にPercivalはおそらく肥沃な三日月地帯に由来する古代種であると記述した。一般名はイラン北東部からアフガニスタン、中央アジアからオクサス川にいたる広大な地帯と同義であり、その由来は現代イランの旧行政区分（旧ホラーサーン州）と共通する。アナトリア起源説を示唆する研究者もトルコにいる。

## 栽培地域
耕作地の範囲は近東から中央アジア、また北アフリカにわたり、おそらくは商品作物としてではなく伝統的に個人が食べるため小規模に栽培してきたと考察される。
現在、ヨーロッパでは主にパンの材料として栽培し、食用には中東のいくつかの地域でもあまり広くない自家消費用の耕作地で育てていると見られるが、ホラーサーン地方（イラン）における主な用途はラクダの餌である。

## 栄養と組成

### 栄養素
試料100-グラム (3.5-オンス) で比べると、コムギは生理的熱量337キロカロリー (1,410キロジュール)、必須栄養素も次のように種類も量も多く含む（総体DV＝1日摂取量の19%超）。1日摂取量を個別に見た別表のとおり、タンパク質(29%)、食物繊維 (46%)、複数のビタミンB群、ミネラル、特にマンガン (136%) がとれる。また組成は水分11%、炭水化物70%、脂肪2%、タンパク質 15%（別表参照）。

### 組成
タンパク質含有量が高く、ガラス質の製粉歩留まりは高い 。

### グルテン
グルテンを含むため、グルテン関連の疾病のある人には不適。セリアック病、グルテン過敏症、小麦アレルギーなどには禁忌である。

## 成長、発達、生理学
4倍体であるホラーサーンコムギは亜種であり、一般的な生物学的特性はデュラムコムギに似ている。

## 病害
病気は他のすべてのコムギの仲間とほぼ同じで、真菌に感染して赤かび病や「黒穂」などが発生し、特に前者に非常に弱い。
菌に感受性が高いため、耕作には輪作が非常に重要であり、特に有機栽培の場合には欠かせない。要件は多かれ少なかれデュラムコムギに似ており、生産体制にもよるが、トウモロコシなど特定の穀物を収穫した直後の畑には植えないようにする。輪作の典型的な作物にはキャノーラ、ヒマワリ、豆類、ソルガムに加え豆果植物などがある。

## 育種の要素
育種学の目標とは、農学または栄養学の面で作物の品質改善を図ることである。もっともよくある課題に収量の改善、病害虫に対する抵抗性の向上（収穫の最適化のため）、均質な成熟があり、さらに環境ストレスとして干ばつや酸性土壌、高温または低温などの耐性を上げようと努めている。現存するコムギの仲間のほとんどは倍数体で、一般的なパンコムギの6倍体に対しホラーサーンコムギは4倍体のため育種用の遺伝子プールはやや4倍体亜種に傾き、デュラム (subsp. durum )、ポーランド (T. polonicum subsp. polonicum)、ペルシャ (T. carthlicum subsp. carthlicum )、カワムギ (subsp. dicoccum ) および Poulard（→リベット） (subsp. turgidum ) などが選ばれる。この遺伝子プールはありふれた赤かび病などの菌類耐性種の開発に特に注目されるが、問題はあまり投資を受けられない点にある。つまりデュラムコムギを除くコムギの4倍体亜種のほとんどは換金作物として重視されず、したがってパンコムギが重要な作物と評価されるのと比べると、集約型の育種について商業的なインセンティブが足りない。

## 関連資料
発行年順。
- Araus, JL; Bort, J; Brown, RH; Bassett, CL;  Cortadellas, N. (1993) "Immunocytochemical localization of phosphoenolpyruvate carboxylase and photosynthetic gas-exchange characteristics in ears of Triticum durum Desf." Planta. 第191巻、p.507–514. doi:10.1007/BF00195752.
- Cooper, R. (2015) "Re-discovering ancient wheat varieties as functional foods." J. Tradit. Complement. Med. 第5巻、p.138–143. doi:10.1016/j.jtcme.2015.02.004.
- Shewry, PR; Hey, S. (2015) "Do “ancient” wheat species differ from modern bread wheat in their contents of bioactive components?" J. Cereal Sci. 第65巻、p.236–243.
- Yamamoto Naoki, Kinoshita Yuki, Sugimoto Toshio, Masumura Takehiro. "Role of nitrogen-responsive plant-type phosphoenolpyruvate carboxylase in the accumulation of seed storage protein in ancient wheat (spelt and kamut)". Soil Science and Plant Nutrition, ISSN 0038-0768, Informa UK Limited, 2017-01-02. 第	63巻第1号, p.23-28. doi:10.1080/00380768.2016.1275039, NAID 210000011880.